# Aetobatus narutobiei
Aetobatus narutobiei  (лат.) — вид хрящевых рыб рода пятнистых орляков семейства орляковых скатов отряда хвостоколообразных надотряда скатов. Они обитают в субтропических водах водах северо-западной части Тихого океана. Максимальная зарегистрированная ширина диска 150 см. Грудные плавники этих скатов срастаются с головой, образуя ромбовидный диск, ширина которого превосходит длину. Характерная форма плоского рыла напоминает утиный нос. Тонкий хвост длиннее диска. Окраска дорсальной поверхности диска ровного коричневого цвета.
Подобно прочим хвостоколообразным Aetobatus narutobiei размножаются яйцеживорождением. Не являются объектом целевого промысла.

## Таксономия и филогенез
Впервые вид был научно описан в 2013 году. Видовой эпитет происходит от местного названия этих скатов яп. Naru tobi-ei. Голотип представляет собой взрослого самца длиной 157,7 см с диском шириной 83,1 см, пойманного у берегов Японии (33°03′05″ с. ш. 130°12′32″ в. д.) на глубине 5—7 м. Паратипы: самка длиной 122,3 см с диском шириной 51,6 см, неполовозрелые самцы длиной 107,6—158,8 см с диском шириной 45,5—75,9 см, неполовозрелые самки длиной 121,4—161,8 см с диском шириной 55,6—72,4 см, новорождённые самцы длиной 88,3—89,1 см, с диском шириной 35,4—37,3 см и новорождённая самка длиной 78,9 см с диском шириной 34,2 см, пойманные там же на глубине 7—58,8 м; новорождённые самец длиной 90,8 см с диском шириной 35,3 см и самка длиной 81,3 см с диском шириной 35,2 см, пойманные в водах Сага; взрослый самец длиной 161,2 см с диском шириной 80,3 см, пойманный у берегов Фукуока; взрослый самец длиной 183,7 см с диском шириной 93,7 см и самка длиной 234,9 см с диском шириной 121 см, пойманные у побережья Кумамото на глубине 6,2 м; и неполовозрелая самка длиной 89,9 см с диском шириной 37,3 см, найденная в рыбацком порту Миядзаки, Япония.

## Ареал и места обитания
Aetobatus narutobiei обитают в северо-западной части Тихого океана у берегов Вьетнама, Гонконга, Китая, Кореи и Японии. Эти скаты встречаются на мелководье на глубине до 58 м, предпочитают температуру 15—17 °C. 

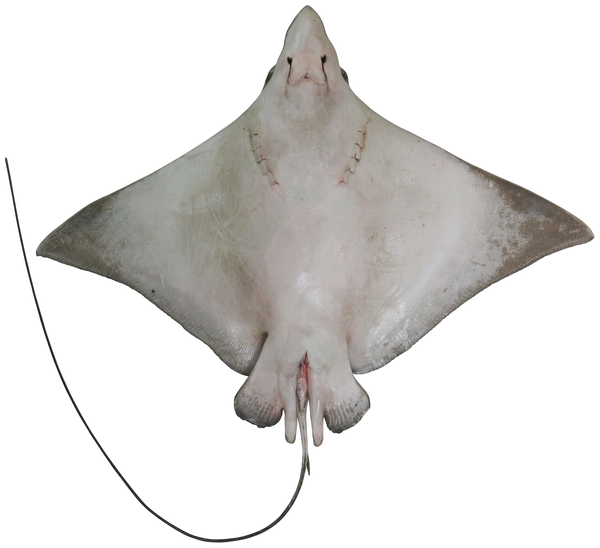
Вентральная сторона

## Описание
Грудные плавники этих скатов срастаются с головой, образуя ромбовидный плоский диск, ширина которого превышает длину, края плавников имеют форму заострённых («крыльев»). Характерная форма треугольного узкого рыла, сужающегося к концу и образованного сросшимися передними краями грудных плавников, напоминает утиный нос. Его длина по вентральной стороне составляет 27,4—31,9 % ширины диска. У взрослых самцов оно длиннее. Голова удлинённая. Тонкий хвост намного длиннее диска. Позади глаз расположены брызгальца. На вентральной поверхности диска имеются 5 пар жаберных щелей, рот и ноздри. Брюшные плавники небольшие, вытянутые и закруглённые. Нижние зубы имеют V-образную форму. Окраска дорсальной поверхности диска ровного зеленовато-серого или коричневатого цвета. Вентральная поверхность диска белая. Количество лучей грудных плавников 100—104, позвонков 88—90. Максимальная зарегистрированная ширина диска 150 см, а вес 14,4 кг.

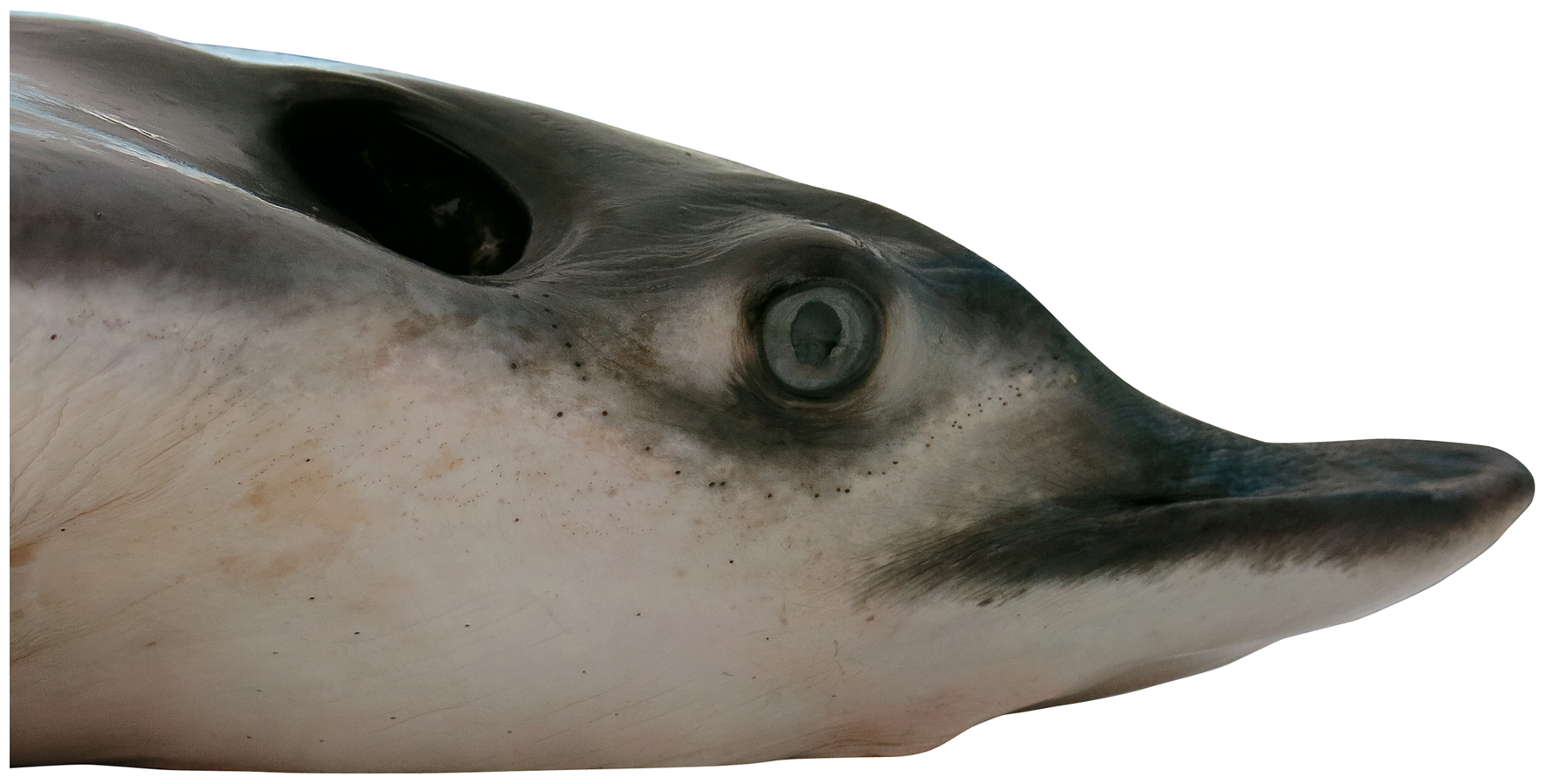
Голова (вид сбоку)

## Биология
Подобно прочим хвостоколообразным Aetobatus narutobiei  относится к яйцеживородящим рыбам. Эмбрионы развиваются в утробе матери, питаясь желтком и гистотрофом. Ширина диска новорождённых 33,4—35,2 см. Самцы достигают половой зрелости при ширине диска около 80 см.

## Взаимодействие с человеком
Aetobatus narutobiei не являются объектом целевого лова. Международный союз охраны природы еще не оценил статус сохранности данного вида.